# Olaf Højgaard
Olaf Højgaard (født 25. januar 1972) er en dansk skuespiller. Højgaard er uddannet fra skuespillerskolen ved Aarhus Teater i 2002. På teatret har han bl.a. medvirket i En biceps i august på Entré Scenen og Dom over skrig på Teater Katapult.
I 2005 modtog han en Reumert talentpris og i 2006 modtog han teaterprisen EntréPrisen.

## Filmografi
- MollyCam (2008)
- Vølvens forbandelse (2009)

### Tv-serier
- Ørnen (2004)
- Gråzon2018

### Teater
- Prins H Univers vol. 1 (2010) [1]
- Prins H Univers vol. 2 (2011)[2]

## Eksterne kilder og henvisninger
1. ↑  "Prins H Univers vol. 1". Arkiveret fra originalen 19. januar 2012. Hentet 18. marts 2011.
2. ↑  "Prins H Univers vol. 2". Arkiveret fra originalen 20. januar 2012. Hentet 18. marts 2011.

- Olaf Højgaards hjemmeside Arkiveret 13. april 2009 hos  Wayback Machine
- Olaf Højgaard på Internet Movie Database (engelsk)
- Olaf Højgaard på Filmdatabasen
- Olaf Højgaard på danskefilm.dk
- Olaf Højgaard på danskfilmogtv.dk
- Olaf Højgaard på The Movie Database (engelsk)